# Spółdzielnia Mleczarska „Mlekpol” w Grajewie

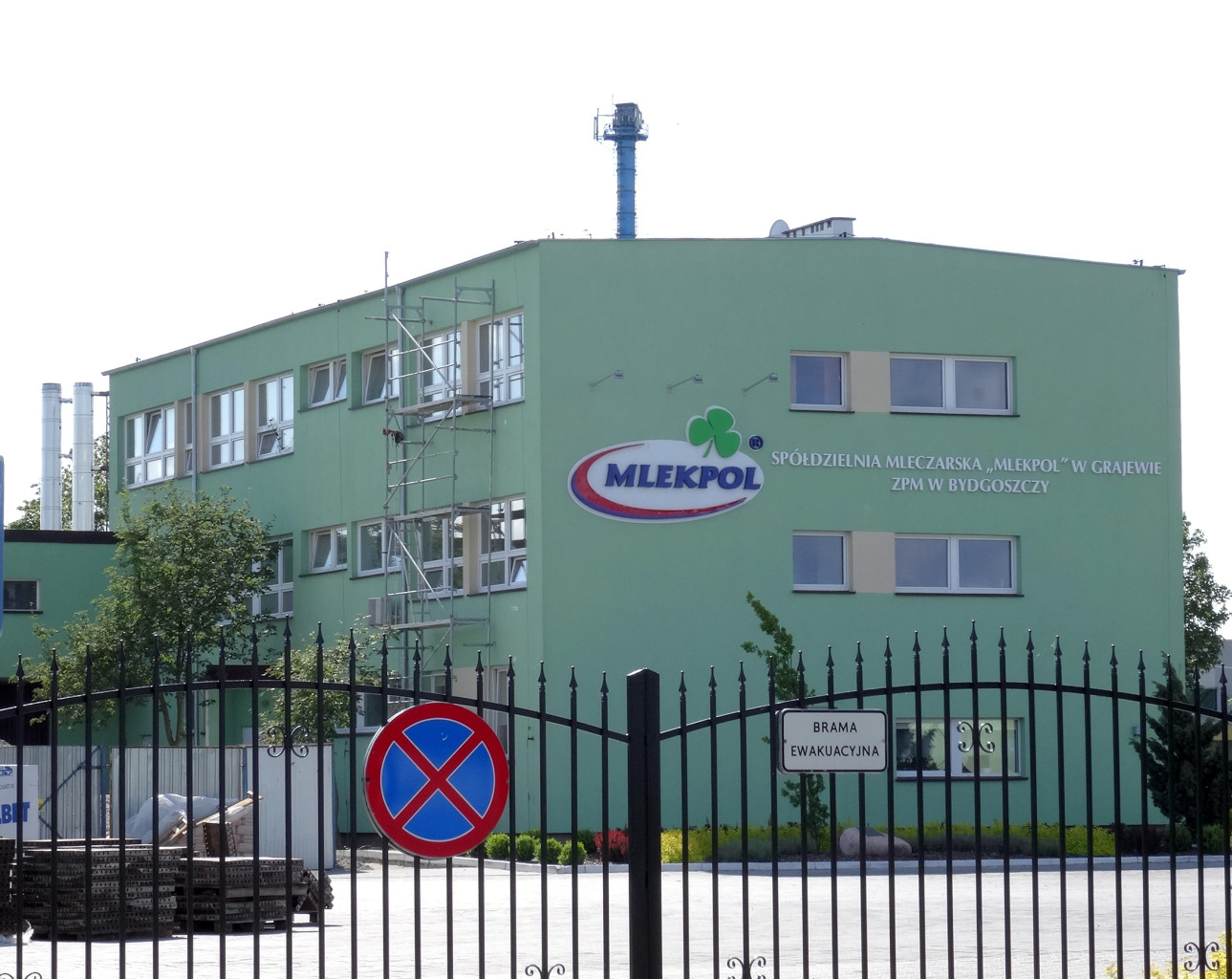
Mlekpol Zakład Produkcji Mleczarskiej w Bydgoszczy, OSM Osowa

Spółdzielnia Mleczarska „Mlekpol” w Grajewie – jedna z największych polskich spółdzielni mleczarskich. W jej skład wchodzi trzynaście zakładów przetwórczych: w Grajewie, Kolnie, Mrągowie, Sejnach, Zambrowie, Bydgoszczy, Radomiu, Sokółce, Dąbrowie Białostockiej, Zwoleniu, Gorzowie Wielkopolskim Suwałkachi Łodzi.  Producent m.in. mleka „Łaciate”. Innymi znanymi markami firmy są: Milko, Białe, Mazurski Smak, Rolmlecz, Maślanka Mrągowska JOGO . Wyroby eksportowane są do Niemiec, Irlandii, Wielkiej Brytanii, Litwy, Łotwy oraz Chin.

## Historia spółdzielni
Decyzja o budowie Zakładu Mleczarskiego w Grajewie zapadła w 1976 r., a w trzy lata później został on utworzony. Okręgową Spółdzielnię Mleczarską w Grajewie powołano w listopadzie 1980.
Historia nazwy „Mlekpol” sięga początku 1993 roku. Wtedy to Zarząd Spółdzielni Mleczarskiej w Grajewie rozstrzygnął ogłoszony wśród swoich pracowników konkurs na nazwę i znak graficzny.
Od połowy lat 90. grajewski „Mlekpol” sukcesywnie powiększa się. W lipcu 1995 r. do struktur „Mlekpolu” włączona została Okręgowa Spółdzielnia Mleczarska w Ełku, w 1999 r. – Spółdzielnia „Kurpianka” w Kolnie, w 2000 – Okręgowa Spółdzielnia Mleczarska w Mrągowie, a w 2002 – „SejnMlek” w Sejnach. Od 1 listopada 2003 roku do „Mlekpolu” należą również OSM w Augustowie i Zambrowie. W styczniu 2005 w struktury Mlekpolu włączona została spółdzielnia Osowa w Bydgoszczy. Każdy z włączonych przez Mlekpol zakładów specjalizuje się w określonej produkcji, co pozwala obniżyć koszty i stwarza możliwość płacenia wyższych cen dostawcom mleka. W kwietniu 2008 roku nastąpiło przyłączenie Spółdzielni Mleczarskiej Somlek w Sokółce posiadającej zakłady produkcyjne w Sokółce i Dąbrowie Białostockiej.
30 września 2008 r. nastąpiło przyłączenie Rolniczej Spółdzielni Mleczarskiej RSM Rolmlecz z Radomia z zakładami produkcyjnymi w Radomiu, Zwoleniu i Gorzowie Wielkopolskim. Do lutego 2013 roku funkcjonował zakład w Augustowie, produkujący Jogurt Augustowski. Produkcja została przeniesiona do zmodernizowanego zakładu w Sokółce.

## Eksport
Około jednej trzeciej produkcji SM „Mlekpol” trafia na eksport, głównie do: Chin, Włoch, Francji, Niemiec, Holandii, Belgii, Hiszpanii, Czech i Wielkiej Brytanii (większą część eksportu stanowi grajewskie mleko w proszku).

## Nagrody
Spółdzielnia jest laureatem nagród w takich konkursach, jak Agro Export oraz Mister Eksportu.